# Grand Prix Formule 1 van Groot-Brittannië 1958
De Grand Prix Formule 1 van Groot-Brittannië 1958 werd gehouden op 19 juli op het circuit van Silverstone. Het was de zevende race van het seizoen.

## Uitslag
| Pos. | Nr. | Coureur             | Constructeur   | Rondes | Tijd / Oorzaak uitval | Grid | Punten |
| ---- | --- | ------------------- | -------------- | ------ | --------------------- | ---- | ------ |
| 1    | 1   | Peter Collins       | Ferrari        | 75     | 2:09:04.2             | 6    | 8      |
| 2    | 2   | Mike Hawthorn       | Ferrari        | 75     | +24,2 s               | 4    | 7S     |
| 3    | 10  | Roy Salvadori       | Cooper-Climax  | 75     | +50,6 s               | 3    | 4      |
| 4    | 9   | Stuart Lewis-Evans  | Vanwall        | 75     | +50,8 s               | 7    | 3      |
| 5    | 20  | Harry Schell        | BRM            | 75     | +1:14.8               | 2    | 2      |
| 6    | 11  | Jack Brabham        | Cooper-Climax  | 75     | +1:23.2               | 10   |        |
| 7    | 8   | Tony Brooks         | Vanwall        | 74     | +1 Ronde              | 9    |        |
| 8    | 4   | Maurice Trintignant | Cooper-Climax  | 73     | +2 Rondes             | 12   |        |
| 9    | 5   | Carroll Shelby      | Maserati       | 72     | +3 Rondes             | 15   |        |
| DNF  | 3   | Wolfgang von Trips  | Ferrari        | 59     | Motor                 | 11   |        |
| DNF  | 22  | Joakim Bonnier      | Maserati       | 49     | Versnellingsbak       | 13   |        |
| DNF  | 6   | Gerino Gerini       | Maserati       | 44     | Versnellingsbak       | 18   |        |
| DNF  | 12  | Ian Burgess         | Cooper-Climax  | 40     | Koppeling             | 16   |        |
| DNF  | 7   | Stirling Moss       | Vanwall        | 25     | Motor                 | 1    |        |
| DNF  | 17  | Cliff Allison       | Lotus-Climax   | 21     | Motor                 | 5    |        |
| DNF  | 19  | Jean Behra          | BRM            | 19     | Ophanging             | 8    |        |
| DNF  | 15  | Ivor Bueb           | Connaught-Alta | 19     | Versnellingsbak       | 17   |        |
| DNF  | 18  | Alan Stacey         | Lotus-Climax   | 19     | Oververhitting        | 20   |        |
| DNF  | 16  | Graham Hill         | Lotus-Climax   | 17     | Oververhitting        | 14   |        |
| DNF  | 14  | Jack Fairman        | Connaught-Alta | 7      | Ontsteking            | 19   |        |

## Noot
- Dit was het debuut voor de Britse coureurs Ian Burgess en Alan Stacey.
- Tiende Grand Prix-start voor een Zweedse coureur.
- Vijfde pole position voor Stirling Moss en tiende pole position voor een Britse coureur.
- Vijfde snelste ronde voor Mike Hawthorn.
- Eerste podiumplaats voor Roy Salvadori.

1926 · 1927 · 1948 · 1949 · 1950 · 1951 · 1952 · 1953 · 1954 · 1955 · 1956 · 1957 · 1958 · 1959 · 1960 · 1961 · 1962 · 1963 · 1964 · 1965 · 1966 · 1967 · 1968 · 1969 · 1970 · 1971 · 1972 · 1973 · 1974 · 1975 · 1976 · 1977 · 1978 · 1979 · 1980 · 1981 · 1982 · 1983 · 1984 · 1985 · 1986 · 1987 · 1988 · 1989 · 1990 · 1991 · 1992 · 1993 · 1994 · 1995 · 1996 · 1997 · 1998 · 1999 · 2000 · 2001 · 2002 · 2003 · 2004 · 2005 · 2006 · 2007 · 2008 · 2009 · 2010 · 2011 · 2012 · 2013 · 2014 · 2015 · 2016 · 2017 · 2018 · 2019 · 2020 · 2021 · 2022 · 2023 · 2024 · 2025 · 2026 · 2027 · 2028 · 2029 · 2030 · 2031 · 2032 · 2033 · 2034